# Cremnops insulcatus
Cremnops insulcatus är en stekelart som först beskrevs av Günther Enderlein 1920.  Cremnops insulcatus ingår i släktet Cremnops och familjen bracksteklar. Inga underarter finns listade i Catalogue of Life.